# Dominika
Dominika, plným názvem Dominické společenství, je ostrovní stát ležící v Karibiku mezi dvěma francouzskými zámořskými departementy. Na severu je Guadeloupe a na jihu se rozkládá Martinik.

## Historie

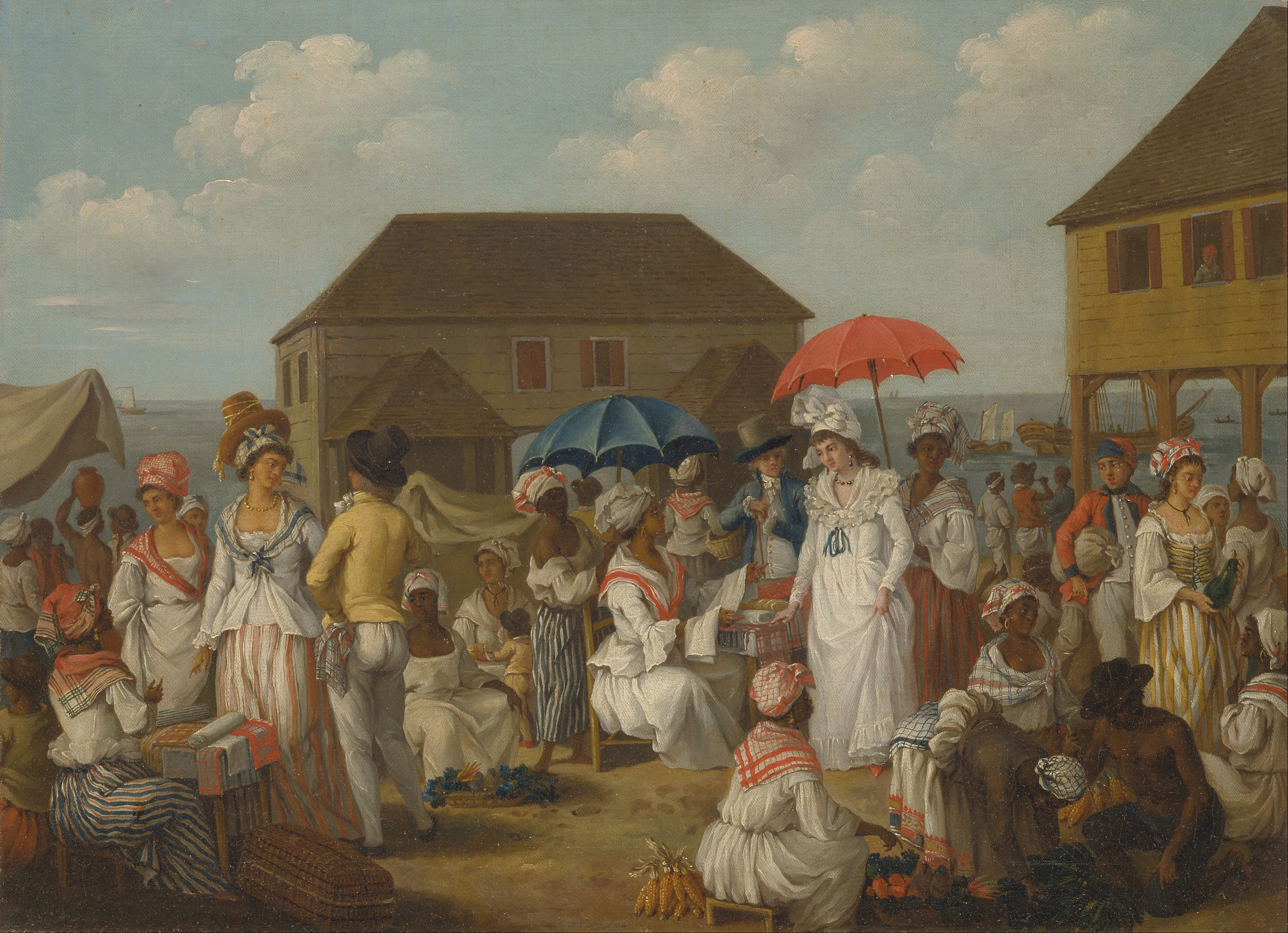
Dominika kolem roku 1780

Ostrov byl v 17. století osídlen Francouzi. Po vleklých bojích mezi Francií a Velkou Británií, které se odehrávaly v Karibiku celé 17. a 18. století, připadl ostrov Britům. Mezi roky 1958 a 1962 byla součástí Západoindické federace, autonomii získal ostrov roku 1967 a úplnou nezávislost pak v roce 1978. V 80. letech 20. století proběhly dva nezdařené pokusy o převrat. Hlavou státu je prezident, který na základě voleb jmenuje předsedu vlády. Zákonodárné shromáždění jmenuje prezidenta.

## Státní symboly

### Vlajka
Vlajka je tvořena zeleným listem, na kterém je pravoúhlý trojbarevný kříž – žlutý, černý a bílý pruh – uprostřed vlajky je červené kruhové pole, v kterém je vyobrazen v přirozených barvách papoušek amazoňan císařský (Amazona imperialis), obklopený deseti zelenými hvězdami.

### Hymna
Dominická hymna je píseň Isle of Beauty, Isle of Splendour (česky Ostrov krásy, ostrov nádhery). Byla přijata v době vzniku státu roce 1967. Verše složil Wilfred Oscar Morgan Pond a hudbu zkomponoval Lemuel McPherson Christian.

## Přírodní poměry

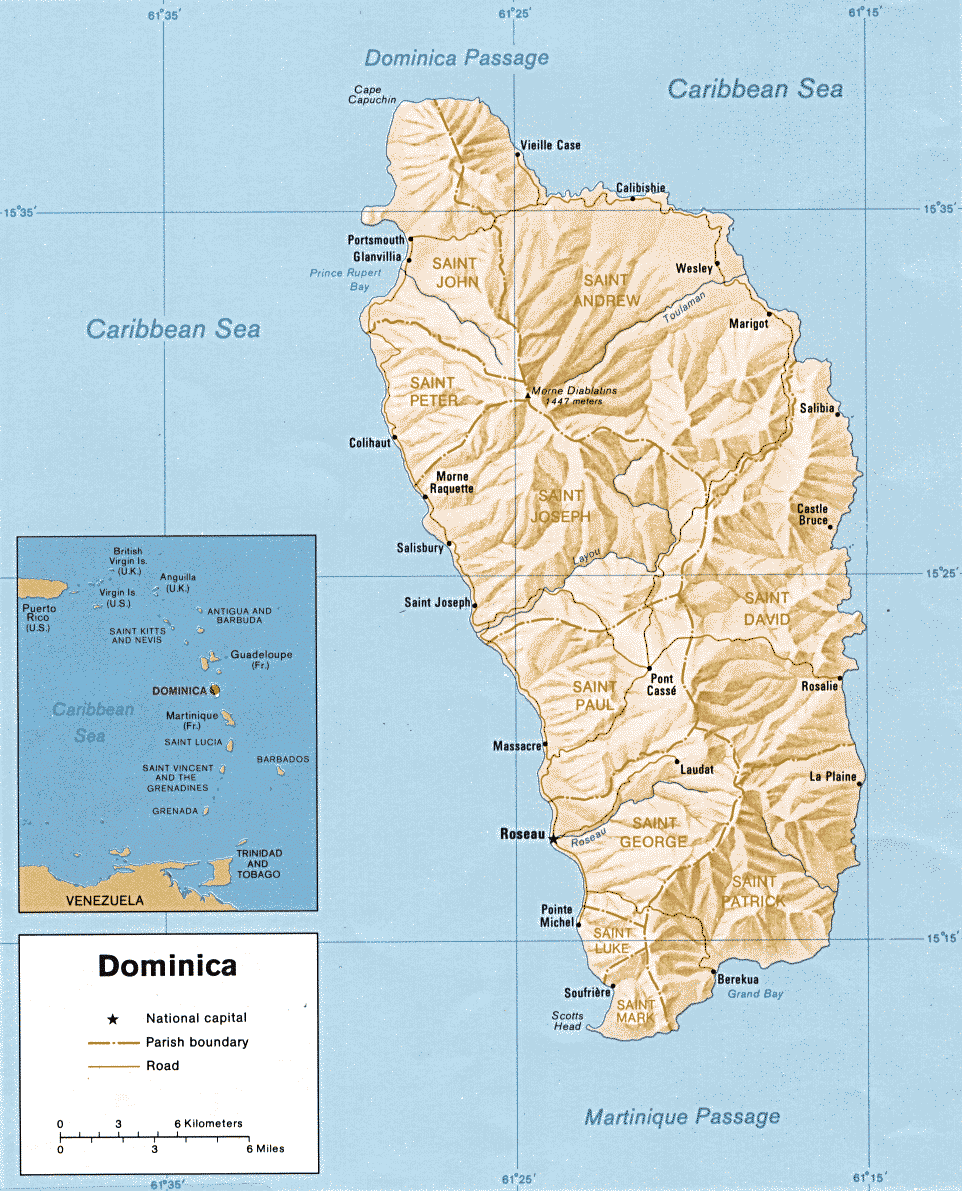
topografická mapa Dominiky

Dominika patří do souostroví Malých Antil. Povrch ostrova je velmi hornatý, což souvisí se sopečným původem reliéfu, nejvyšším vrcholem je Morne Diablotins (1447 m n. m.). Na ostrově se vyskytují i četné projevy postvulkanické činnosti – termální prameny, jezera sopečného původu Boiling Lake. Členité vnitrozemí je převážně pokryto tropickým deštným lesem a je dosud málo osvojeno. K odlesnění došlo zatím jen v několika dnes osídlených pobřežních oblastech. Na jihu ostrova se rozkládá národní park Morne Trois Pitons zapsaný do seznamu Světového dědictví UNESCO. Tropické podnebí ovlivňují severovýchodní pasáty. Na návětrných svazích spadne až 6000 mm srážek za rok, na západním pobřeží (závětrná strana) jen 1 800 mm ročně. Průměrné měsíční teploty kolísají v rozmezí 24 až 27 °C, v období od června do října se mohou vyskytnou tropické cyklony (antilské uragány).

## Obyvatelstvo
Většinu obyvatelstva tvoří černoši (91 %), kteří jsou potomky afrických otroků z koloniálního období, následují mulati kreolové (6 %). Asi 1,5 % obyv připadá na původní indiány (Karibové), kteří obývají rezervaci na východním pobřeží. Bílou menšinu tvoří většinou Evropané a Syřané. Největším sídlem je hlavní město Roseau s 16 534 obyvateli (1991), jinak je osídlení převážně venkovského typu. Většina Dominičanů se hlásí k římskokatolické církvi (80 %), 13 % tvoří protestanti (anglikáni, metodisté), následují muslimové, hinduisté a židé. Existuje povinná školní docházka od 5 do 15 let věku. Vedle tří středních škol je v hlavním městě pobočka University of the West Indies (Jamajka).

## Hospodářství
Nejdůležitějším hospodářským odvětvím Dominiky je tropické zemědělství, které se omezuje na úzký pás pobřeží. Pracuje v něm 26 % lidí v produktivním věku (21 % v průmyslu, 53 % ve službách). Hlavní pěstovanou i exportní plodinou jsou banány (téměř 50 % příjmů z exportu). Dále se pěstují kokosové ořechy, citrusové plody, zelenina, kakao, koření (vanilka), hlíznaté plody (taro, jam, maniok). Tyto agrární produkty jdou částečně na export, částečně se zpracovávají při výrobě ovocných nápojů, mýdel, kokosových produktů a éterických olejů. Importují se potraviny, průmyslové výrobky a dopravní zařízení, kovy a pohonné hmoty. Jedinou minerální surovinou ostrova je pemza. Silnice existují jen při pobřeží a dvě trasy spojují západ a východ ostrova. Roseau má námořní přístav, mezinárodní letiště je na severovýchodě (Melville Hall). Cestovní ruch má stoupající tendenci. Hrubý domácí produkt ostrova v roce 2012 dosáhl 1 miliardy dolarů (počítáno v PPP), což znamenalo více než 14 000 dolarů na osobu, přičemž na celkovém HDP se zemědělství podílelo z 14 %, průmysl z 15 % a služby z 71 %.

## Zahraniční vztahy
Dominika je členským státem karibských regionálních organizací (Karibské společenství, Sdružení karibských států, Organizace východokaribských států, Regionální bezpečnostní systém), ale i dalších latinskoamerických integračních sdružení (Společenství latinskoamerických a karibských států, Bolívarovský svaz pro lid naší Ameriky, Latinskoamerický hospodářský systém, Petrocaribe). Zároveň je součástí Commonwealth, Organizace amerických států, Organizace spojených národů atd. V roce 2013 měla Dominika své velvyslanectví v USA, Číně a na Kubě.